# Karwar
Karwar est une ville indienne située dans le district d'Uttara Kannada dans l’État du Karnataka. En 2014, sa population était de 151 739 habitants.
C'est une ville portuaire à proximité de la base navale de l'armée indienne INS Kadamba.

## Source de la traduction
- (en) Cet article est partiellement ou en totalité issu de l’article de Wikipédia en anglais intitulé « Karwar » (voir la liste des auteurs).